# Valleiry
Valleiry é uma comuna francesa na região administrativa de Auvérnia-Ródano-Alpes, no departamento da Alta Saboia. Estende-se por uma área de 6.95 km². Em 2010 a comuna tinha 4 925 habitantes (densidade: 708,6 hab./km²).